# 三菱Xforce
三菱Xforce（日语：三菱·エクスフォース）乃是日本三菱汽車自2023年迄今所開發生產的次緊湊型跨界休旅車。

## 概要
最初三菱汽車在2022年10月26日於越南胡志明市舉行的越南車展首度亮相一輛名為「三菱XFC」的概念車，後來2023年8月10日正式在第30屆印尼國際車展上將車名定調為「三菱Xforce」。全車以東協國家的實際道路狀況而設計，本屬於東南亞市場的戰略車款，後來逐步擴大部署至菲律賓、汶萊等地，甚至引進埃及、南非、哥斯大黎加和墨西哥等市場銷售。

## 歷史

### 第一代GR1W系（2023年迄今）
2022年 - 原廠於10月26日開幕的越南車展公開一輛名為「三菱XFC」的概念車。
2023年 - 8月10日在印尼國際車展正式亮相，外觀上承襲XFC概念車之流線外型，採用「Silky & Solid」設計理念，頭燈組上半部L字形大燈與下半部百葉窗式晝行燈結合成Y字形，水箱護罩採用橫條分離懸浮式設計，車頭下方為防刮材質下護板鑲嵌著兩顆霧燈。車尾的整體設計與車頭相呼應，亦使用Y字形尾燈組。車室空間導入8吋數位儀表搭配12.3吋中央觸控式螢幕，並配置與山葉合作開發的高級環繞音響（8支揚聲器）。此外，後排座椅具有8段角度調節，並可做4、2、4的分離傾倒。動力心臟為一具1.5L直列四缸DOHC 4A91型引擎，搭配CVT無段自動變速器可輸出最大馬力104hp / 6,000rpm、扭力峰值14.3kg·m / 4,000rpm。為了應付東南亞崎嶇不平的道路地形，優化前車軸的轉向軌跡和加快轉向齒輪比，後車軸則強化懸吊機件及增加減震筒圓柱尺寸，以確保舒適穩定的駕駛體驗。該車種具備222mm的離地間隙，搭配21度的進入角和30.5度的離去角，以及5.2公尺的迴轉半徑，可以應付崎嶇不平或淹水的路段。此外，該車種具備前輪AYC主動式舵角控制器，且可切換一般Normal、砂石Gravel、泥濘Mud以及濕滑Wet等四種駕駛模式。另外也擁有多種安全輔助系統，包含ACC主動巡航、FCM主動式智慧煞車輔助、AHB 自動遠光燈、BSM盲點偵測系統、LCA車道變換輔助、RCTA後方交通警示等。
2024年 - 2月15日正式進口至越南市場，同年7月5日也宣佈引進菲律賓市場，按配備多寡區分成入門「GLS」和頂級「GT」兩種車型；同年7月12日導入汶萊市場，僅有單一車型。
2025年 - 1月27日以「三菱Outlander Sport」之名在南非上市，按配備多寡分成「GL」、「GLS」、「Aspire」、「Exceed」等四種車型。

#### 獲獎紀錄
2024年3月5日第一代Xforce獲得德國iF產品設計獎，且獲得2023年度優良設計獎。

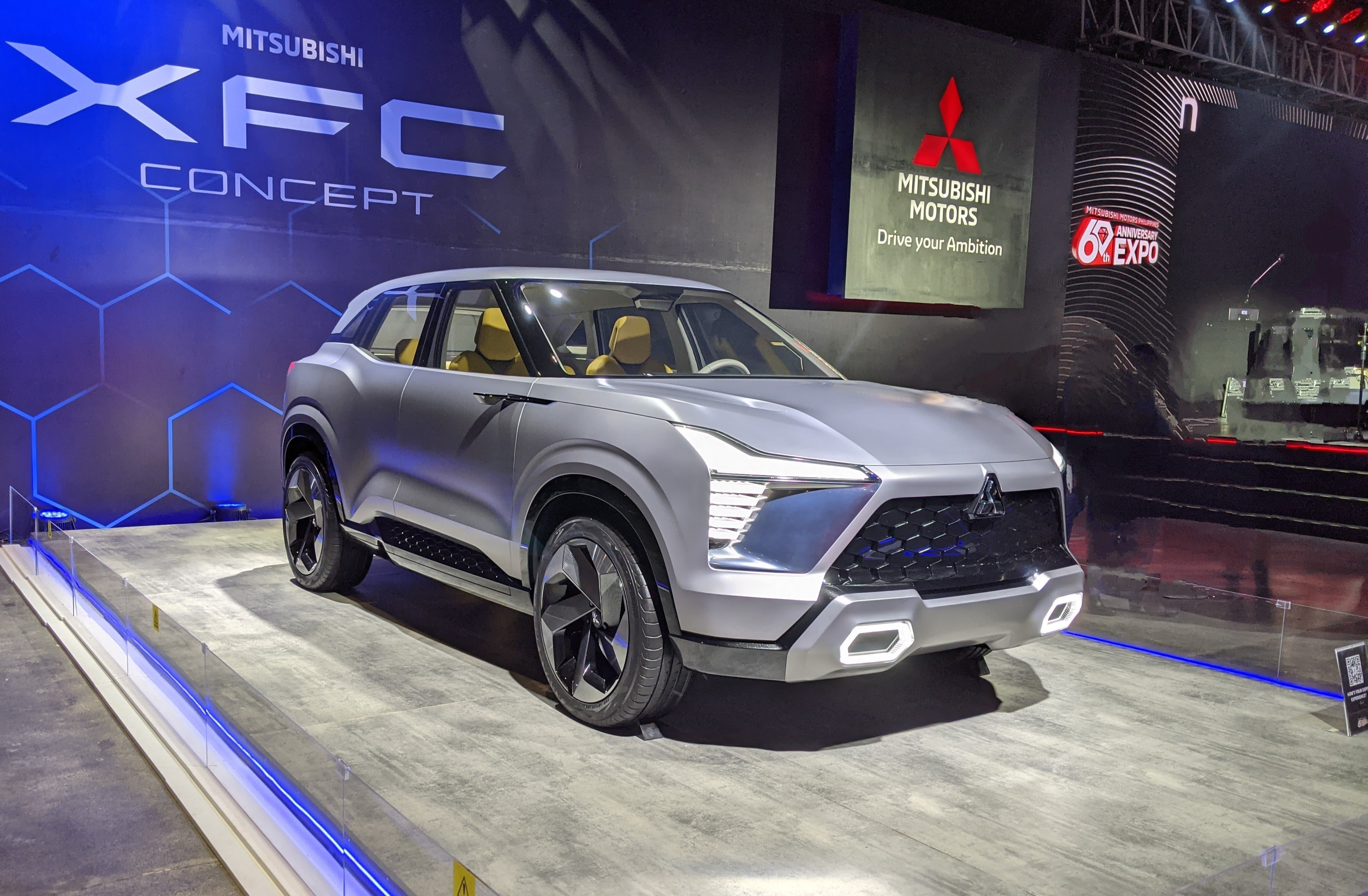
XFC概念車
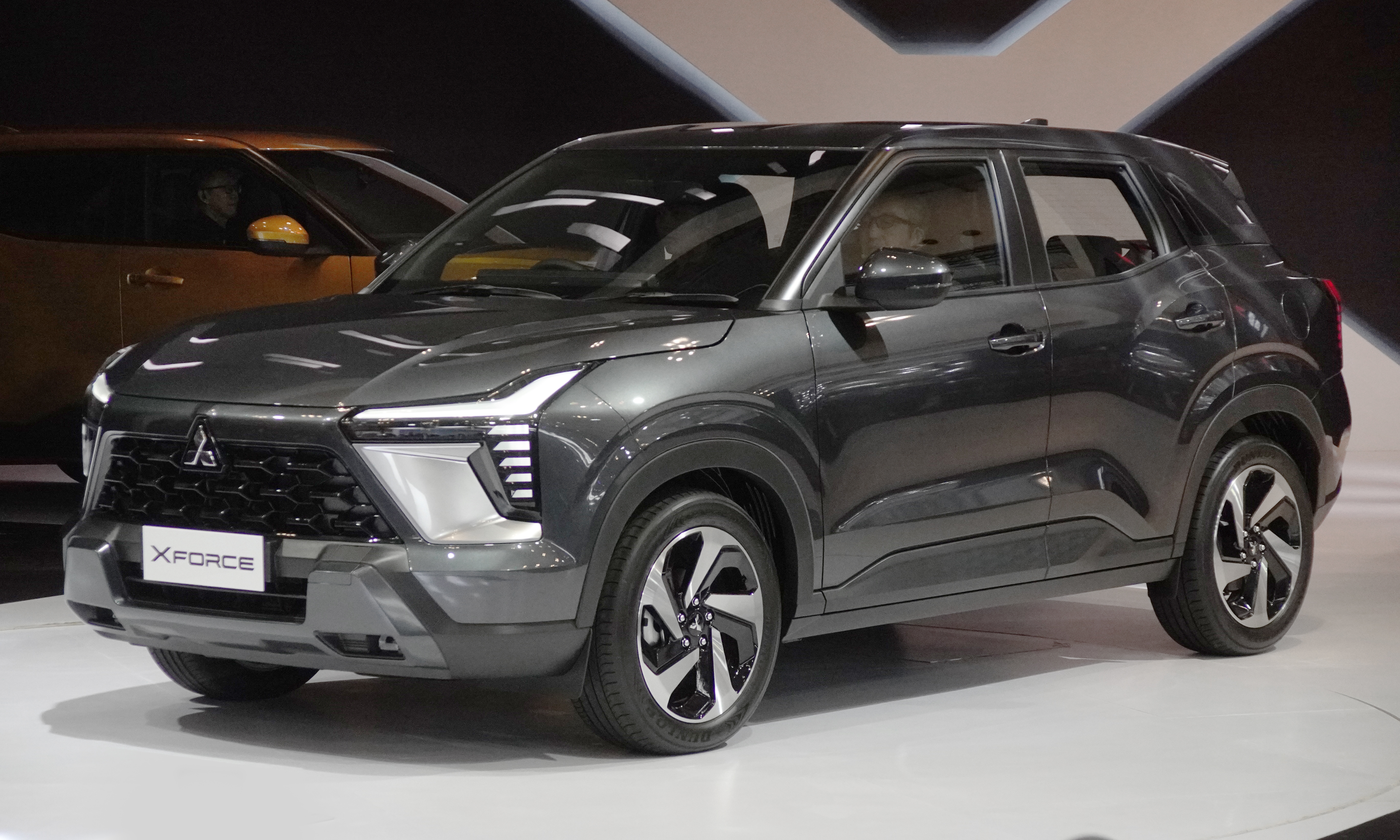
車頭
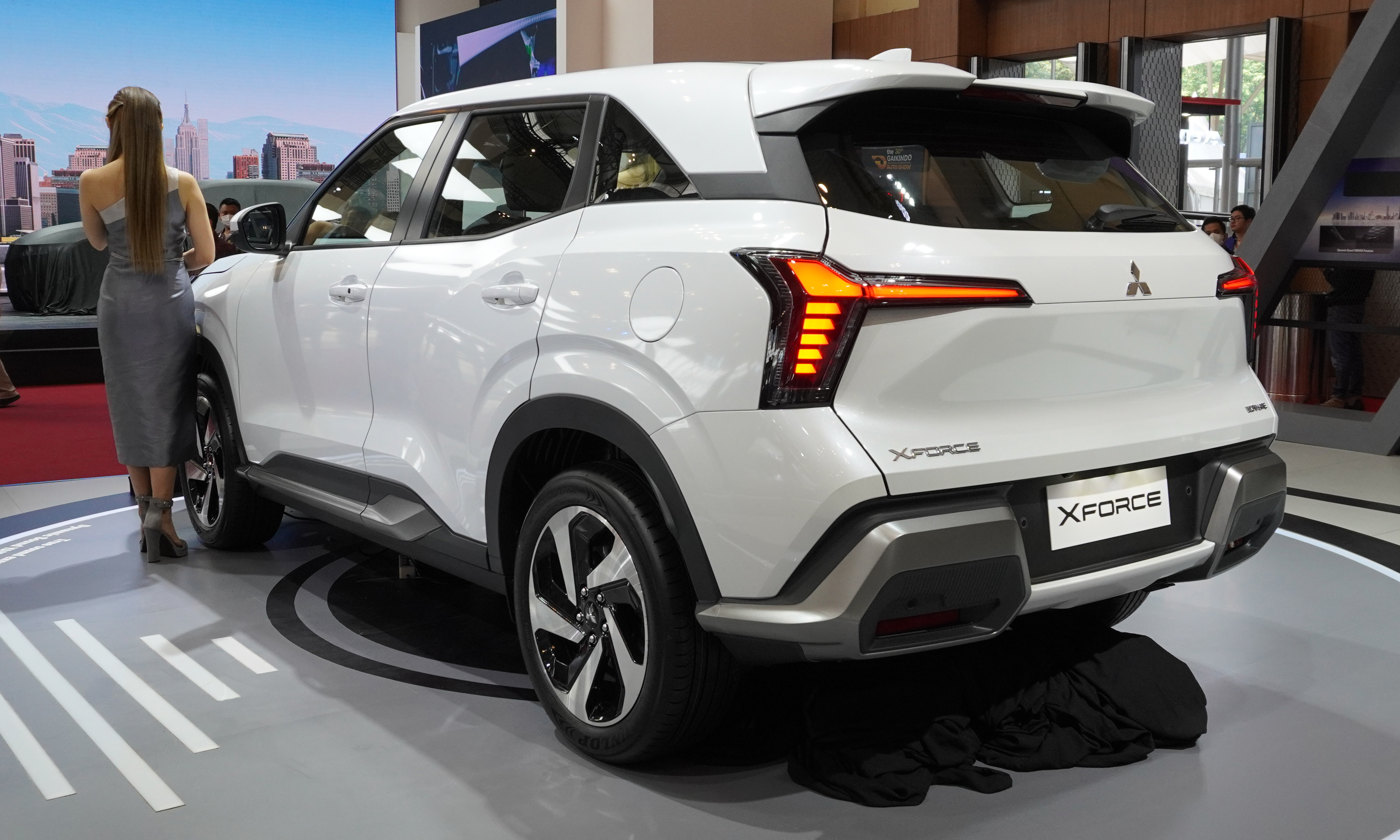
車尾
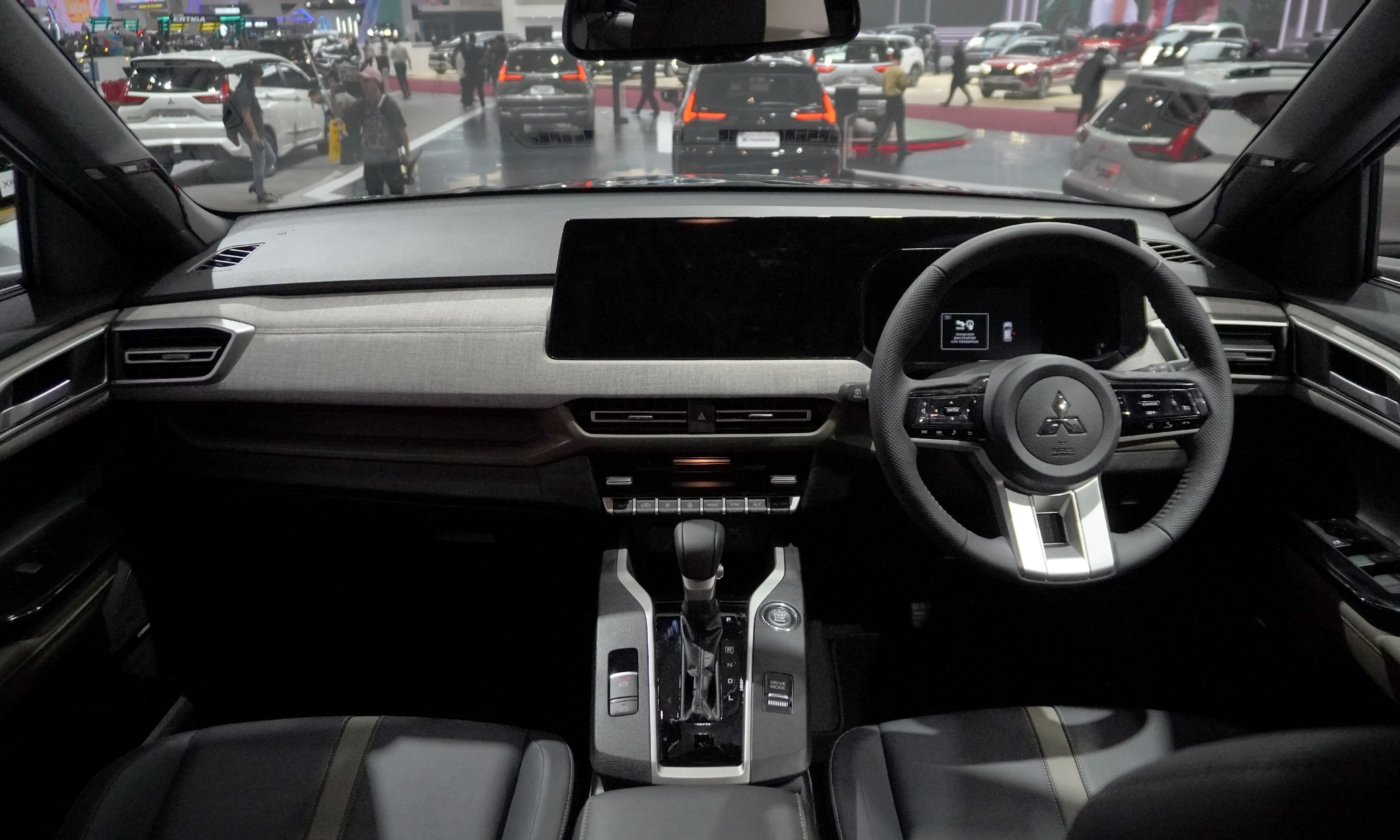
車室空間

## 外部連結
- （英文）國際官方網站 （页面存档备份，存于）
- （印尼文）印尼官方網站 （页面存档备份，存于）